# Хаврута
Хаврута (также хавруса, иуд.-арам. חַבְרוּתָא‎ — «дружба», «партнёрство») — традиционный способ изучения Талмуда (или других классических книг иудаизма) в парах или небольших группах. Партнёры не только читают текст, но и обсуждают его, задают вопросы, возражают, уточняя и углубляя своё понимание. «Хаврутой» называют также напарника по учёбе.
Хаврута, как правило, в йешиве или колеле состоит из людей, находящихся примерно на одном уровне изучения; они продвигаются совместно в подходящем им темпе.